# Schloss Laufzorn

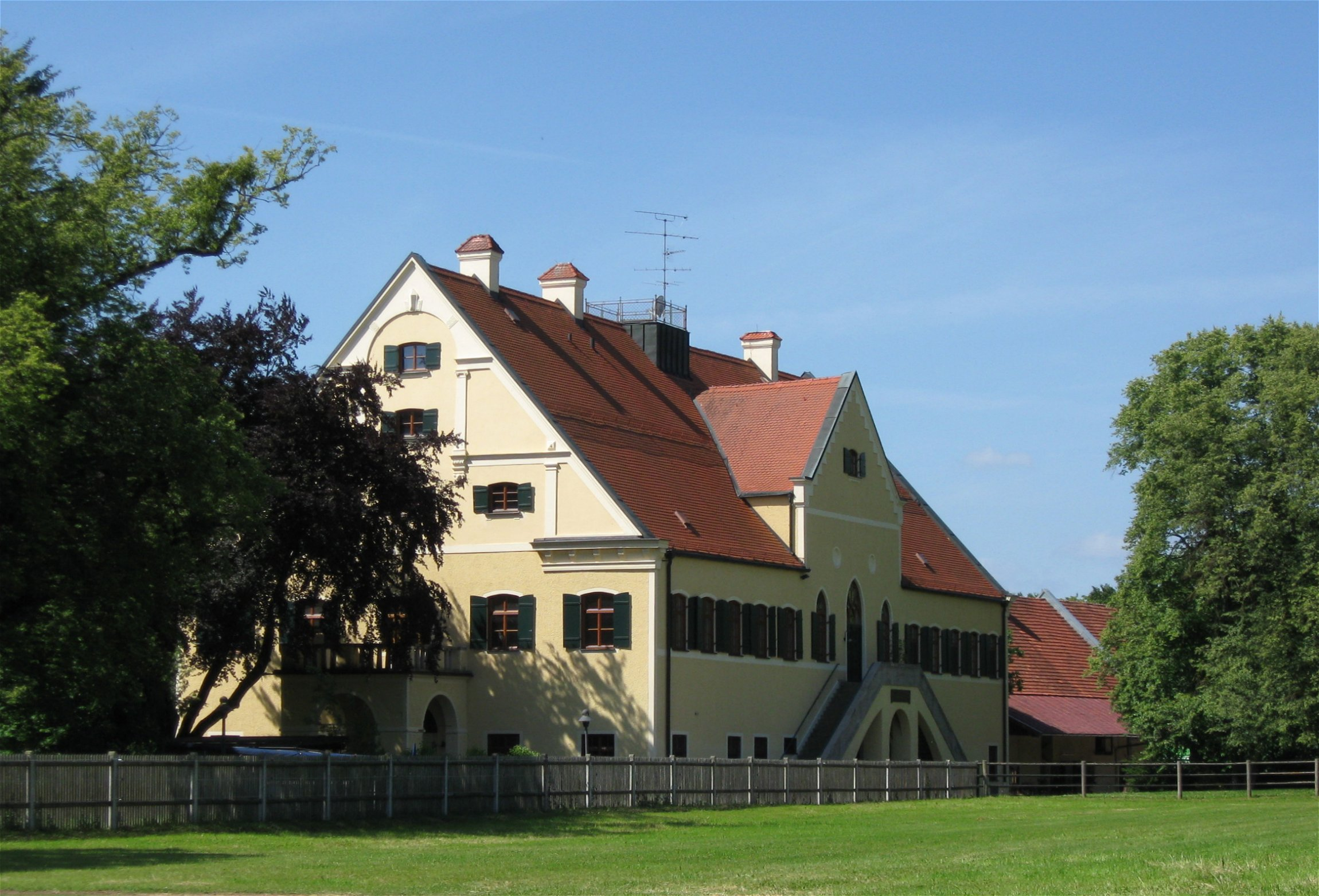
Schloss Laufzorn, Nordostseite

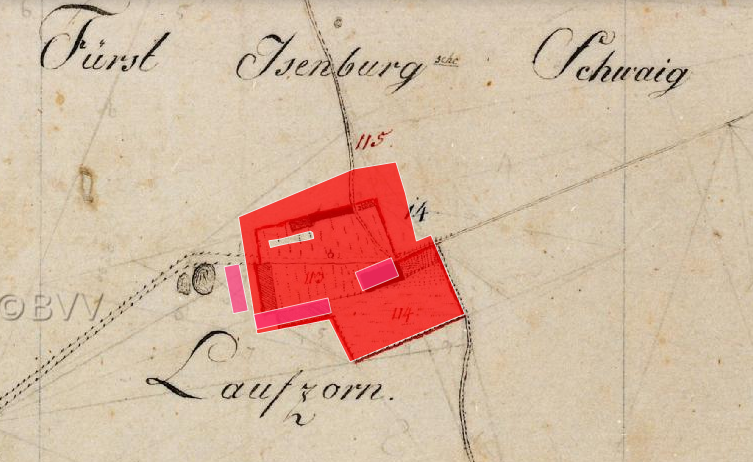
Lageplan von Schloss Laufzorn auf dem Urkataster von Bayern

Schloss Laufzorn ist ein Schloss im Ortsteil Laufzorn der oberbayerischen Gemeinde Oberhaching. Die Anlage ist unter der Aktennummer D-2-61-000-479 als denkmalgeschütztes Baudenkmal von Laufzorn verzeichnet. Ebenso wird sie als Bodendenkmal unter der Aktennummer D-1-84-134-40 im Bayernatlas als „untertägige mittelalterliche und frühneuzeitliche Befunde im Bereich von herzoglichem Jagdschloss und kurfürstlicher Schwaige Laufzorn mit abgegangener Kirche“ geführt.

## Geschichte und Architektur

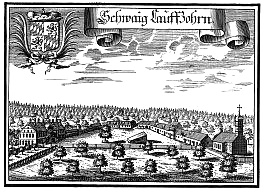
Schloss Laufzorn nach einem Stich von Michael Wening (um 1720)

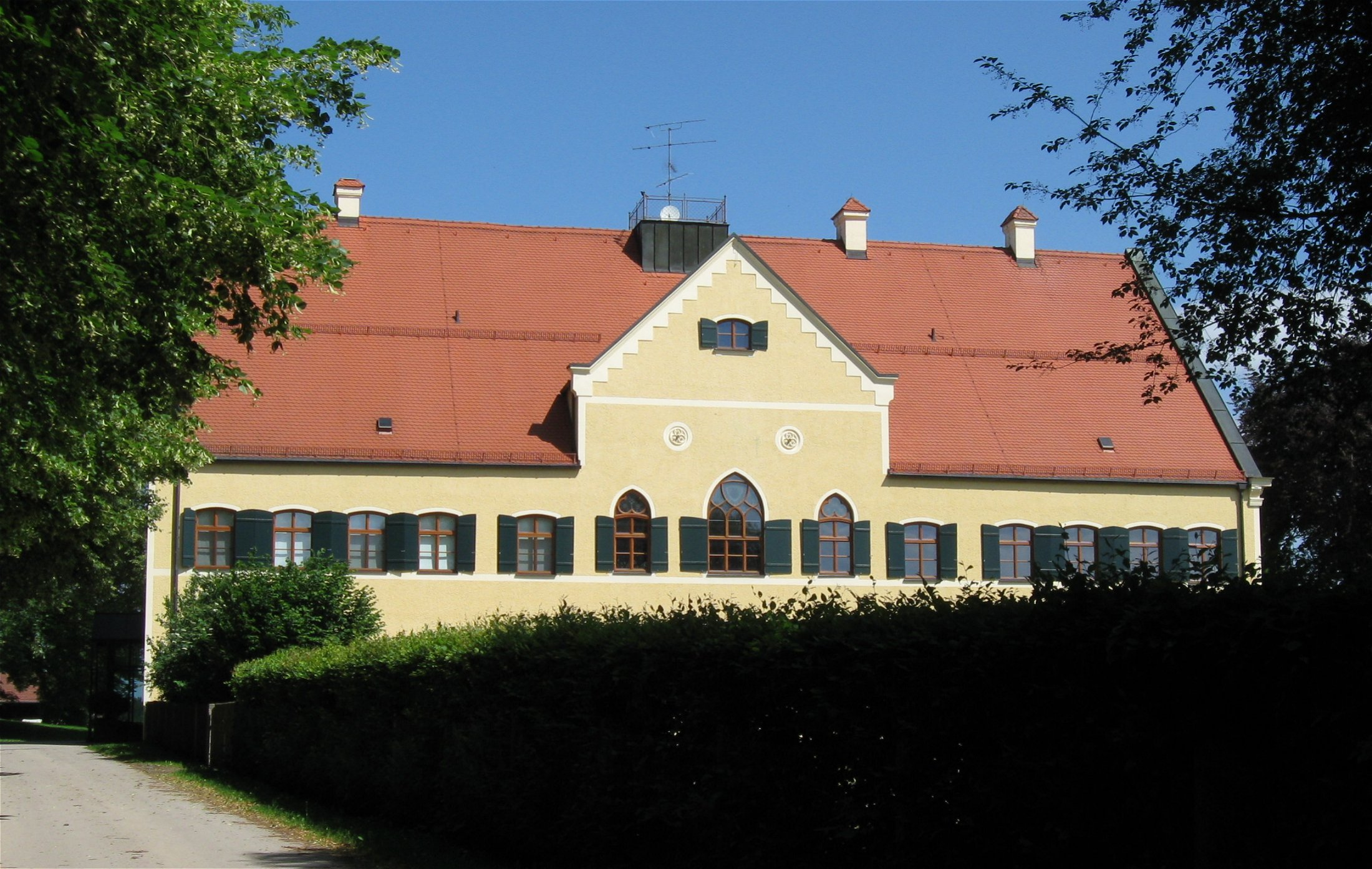
Schloss Laufzorn, Südseite

Anfang des 16. Jahrhunderts hatte Herzog Wilhelm IV. einen Bau einer herzoglichen Schwaige errichten lassen. Zwischen 1616 und 1619 ließ sein Urenkel Herzog Albrecht der Leuchtenberger (1584–1666), ein Bruder des regierenden Herzogs Maximilian I., auf dem Gelände der Schwaige ein neues quergelagertes, zweigeschossiges Haupthaus errichten. Diese unbefestigte Anlage der Renaissance ähnelte typologisch dem von seinem Bruder ab 1617 in Schleißheim erbauten herrschaftlichen Hauptbau (heute: Altes Schloss) und war durch die Kenntnis italienischer Villenbauten beeinflusst. Eine Freitreppe führte zu dem herrschaftlich genutzten ersten Obergeschoss hinauf. Das Anwesen wurde seit dieser Zeit vor allem als Jagdschloss genutzt; Herzog Albrecht verbrachte in Laufzorn regelmäßig den Sommer. Ab 1616 entstand die Dreifaltigkeitskapelle gegenüber dem Hauptgebäude. 1670 erbte Albrechts Neffe Maximilian Philipp das Anwesen, ließ es baulich erweitern und nutzte es bis zu seinem Tod im Jahr 1705.
Später war hier der Sitz einer Hofmark. Ab 1760 wurde Laufzorn vom Haus Wittelsbach als Lehen vergeben, also nicht mehr selbst genutzt. Lehensinhaber von 1760 bis 1762 war Freiherr Philipp Reinhard von Klingenberg (1720–1762), kurbayerischer Kammerherr, Offizier und erster Kommandeur  des Bayerischen Kadettenkorps, der auch in der (seit 1803 nicht mehr existenten) Schloss-Kapelle beigesetzt wurde. Es wurde eine spätbarocke Umgestaltung geplant, für die Leutnant Johann Nepomuk Pär verantwortlich war und die wohl nur teilweise verwirklicht wurde. Von 1763 bis 1784 war das Anwesen im Besitz von Johann Georg Dominicus von Linprun.
Im 19. Jahrhundert wechselten dann weiter häufig die Besitzer und entsprechend auch die kommerzielle Nutzung. Der Renaissance-Bau von 1616 wurde um 1860 teilweise in historisierenden Formen erneuert und von 1991 bis 1992 renoviert. Zum Gut Laufzorn, das 1860 Ritter Heinrich von Ranke erwarb, gehörte eine Ziegelei, die mit einer Feldbahn an die Bahnstrecke München–Lenggries angeschlossen war. Seit den 1980er Jahren wird das Anwesen wieder vorwiegend landwirtschaftlich genutzt.
Im Kern hat sich der Renaissance-Bau von 1616 mitsamt dem Steilgiebelbau mit Zwerchhaus auf beiden Seiten und der doppelläufigen Freitreppe bis heute erhalten.